# メアリー・アン・クラーク

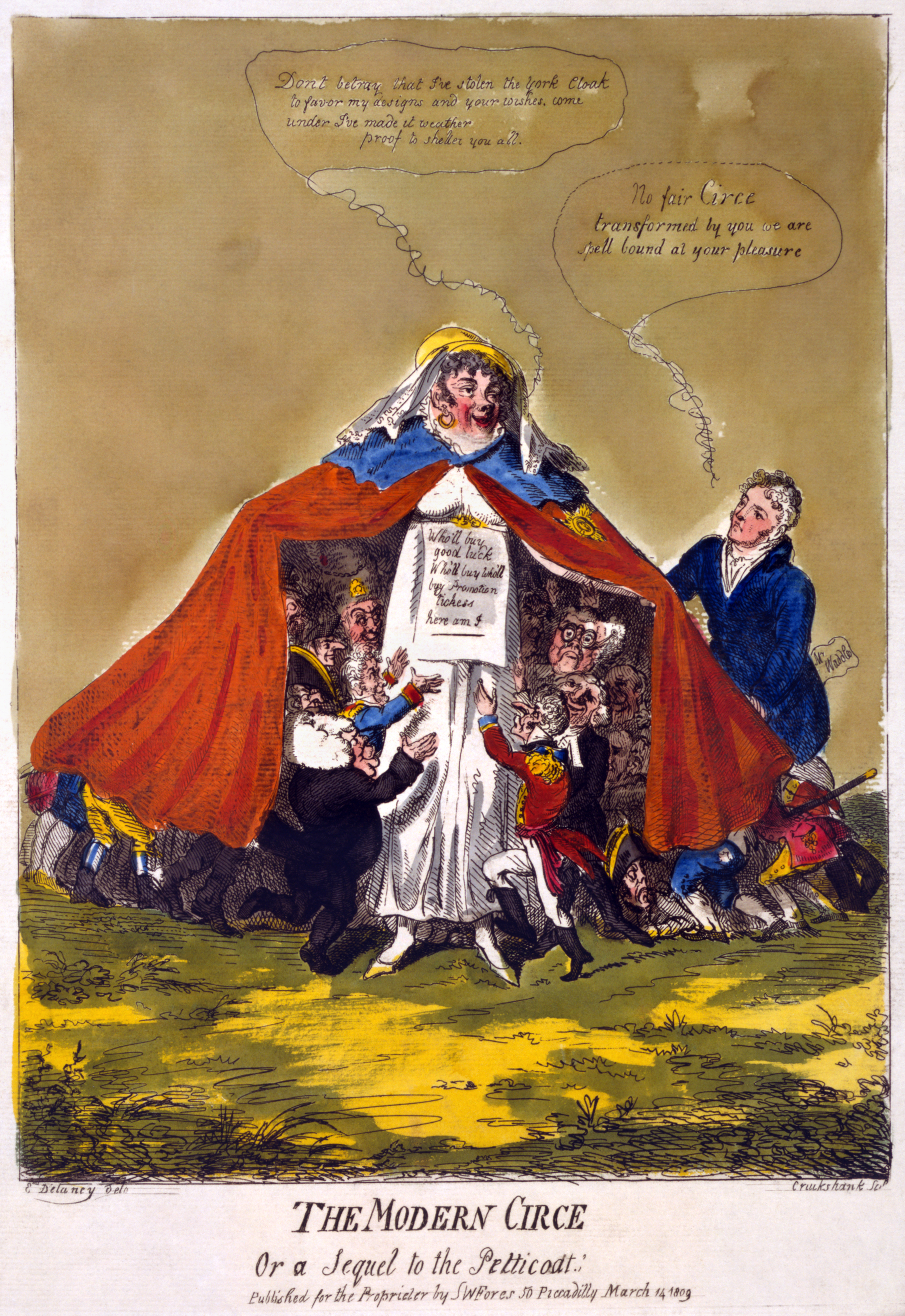
1809年3月15日、「現代のキルケー」アイザック・クルックシャンクによるクラークの風刺画。10日後、ヨーク公は最高指揮官を辞任した。

メアリー・アン・クラーク（英語: Mary Anne Clarke, 1776年4月3日 - 1852年6月21日）は、ヨーク・オールバニ公フレデリックの愛人。
1803年、ヨーク公がイギリス陸軍最高指揮官であった頃から交際が始まり、1809年後期、回顧録を執筆し出版した。
アダム・バックの肖像画、アイザック・クルックシャンクの風刺画のモデルとなった。この風刺画が発表された10日後、ヨーク公は最高司令官を辞職した。
1811年、アイルランド人彫刻家ローレンス・ガハガンに依頼して胸像を制作し、ナショナル・ポートレート・ギャラリーに所蔵されている。
娘エレンがルイス・マスリン・バッソン・デュ・モーリエと結婚し、クラークにとってひ孫となる作家ダフニ・デュ・モーリエがクラークの半生についての小説『Mary Anne』を執筆した。

## 生い立ちおよび高級娼婦として
1776年4月3日、ロンドンにて商人の家庭に生まれ、メアリー・アン・トンプソンと名付けられた。美しく聡明で、18歳になる前に石工業のクラーク姓の男性と結婚した。結婚直後、夫の仕事は倒産し、クラークは夫のもとを離れた。1803年までにクラークはクルチザンヌとしての地位を確立し、陸軍最高指揮官ヨーク公フレデリックの注目をひいた。
ヨーク公はクラークを愛人として豪華な住居に住まわせた。しかしヨーク公はその生活を維持する資金を工面することに苦慮した。1809年、ヨーク公の知識を利用して軍の所有物を売却したとして庶民院でクラークが証言したことで全国的なスキャンダルとなった。
アイザック・クルックシャンクがこのスキャンダルに関する複数の作品を発表するなど、特に風刺画家により嘲笑の的となった。クルックシャンクはスキャンダルの嘲笑と、ナポレオンが部下たちと共にヨーク公とクラークの4つの風刺画を見ているというナポレオンに対する風刺を混ぜ合わせた。
ヨーク公は最高指揮官を辞職させられたがのちに復帰した。
イギリス陸軍の最高指揮官の辞職から復帰までの間、ヨーク公は口止め料を支払いクラークとの関係を断ち切った。このスキャンダルによりクラークはロンドンを離れねばならず、エセックスのラフトンにあるラフトン・ロッジを賃貸住宅として居住した。この住居は現存し、2009年4月より表玄関と裏口の2カ所にブルー・プラークが掲げられている。1813年、クラークは名誉棄損で告訴され、9ヶ月間収監された。釈放後、クラークはフランスに居住した。1852年6月21日、ブローニュ＝シュル＝メールにて亡くなった。

## レガシーおよび書籍
クラークとの婚姻中に誕生した娘エレンはルイス・マスリン・バッソン・デュ・モーリエと結婚し、その息子ジョージ・デュ・モーリエ(1834年–1896年)は風刺画家となり、さらにその娘ダフニ・デュ・モーリエ (1907年–1989年)は小説家となりクラークについての小説『Mary Anne 』を執筆した。
メアリー・アン・クラーク執筆作品:
- The Authentic and Impartial Life of Mrs. Mary Anne Clarke, Including Numerous Royal and Other Original Letters, and Anecdotes of Distinguished Persons, Which Have Escaped Suppression, with a Compendious View of the Whole Proceedings, Illustrative of the Late Important Investigation of the Conduct of His Royal Highness the Duke of York, &C. &C. and a Curious Poem.  London: T. Kelly, 1809.
- The Rival Princes; Or, A Faithful Narrative of Facts, Relating to Mrs. M.A. Clarke's Political Acquaintance with Colonel Wardle, Major Dodd, &C. &C. &C., Who Were Concerned in the Charges against the Duke of York; Together with a Variety of Authentic and Important Letters, and Curious and Interesting Anecdotes of Several Persons of Political Notoriety. London: Printed for the author, and published by C. Chapple, 1810.

エリザベス・テイラーとの共著作品:
- Authentic Memoirs of Mrs. Clarke.  London: T. Tegg, 1809.

グウィリム・ロイド・ウォードル、フランシス・ライト、ダニエル・ライトと共に:
- Wardle Versus Clarke, &c.: The Trial of F. Wright, D. Wright, and Mary Ann Clarke for a Conspiracy against G. L. Wardle Before Lord Ellenborough in the Court of King's Bench, Westminster on December the 11th, 1809. London: J. Day, 1809.